# Gerardo Flores
Gerardo Flores Zúñiga, född 5 februari 1986 i Xochitepec, är en mexikansk fotbollsspelare som spelar för Deportivo Toluca i Liga MX.
Flores var med i Mexikos trupp vid Confederations Cup 2013 och Copa América 2015.